# Nat Reeves

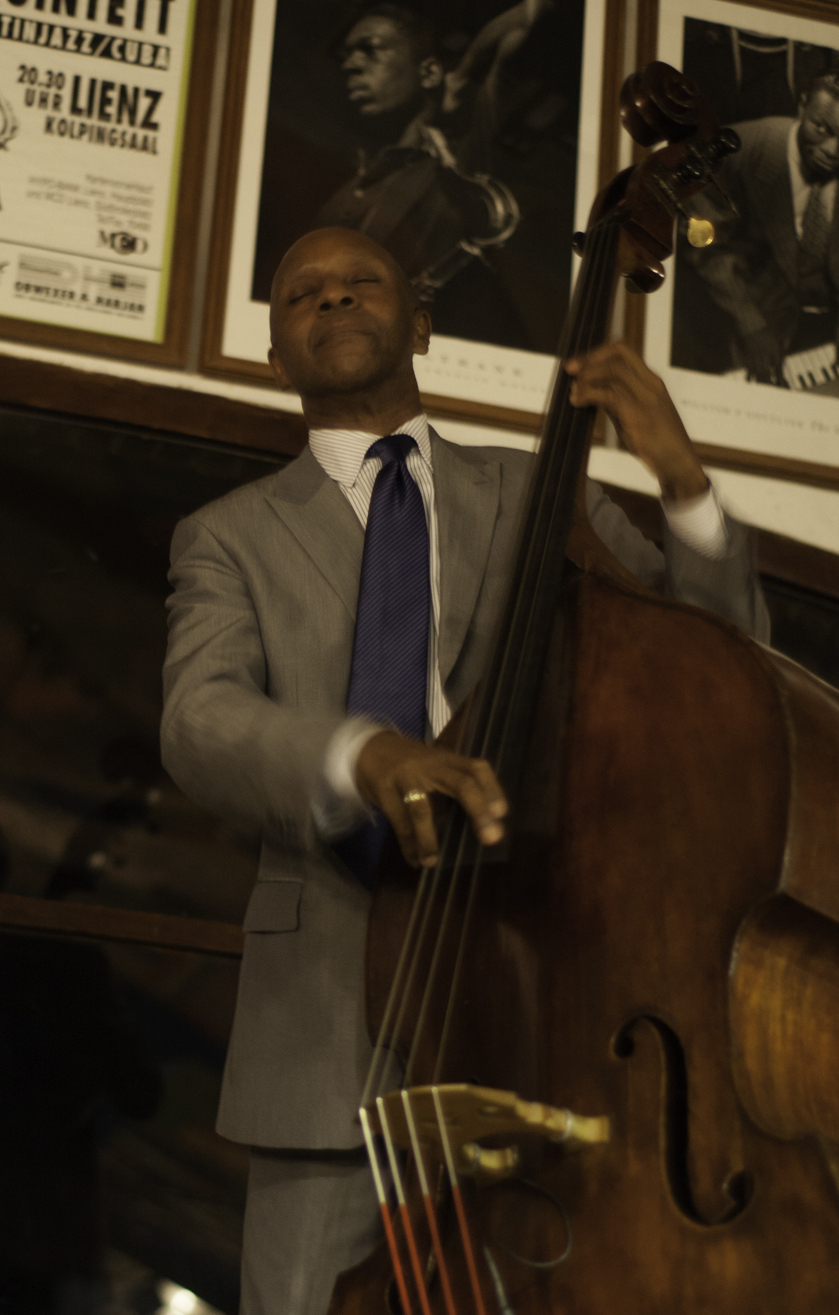
Nat Reeves, 2013

Nathaniel „Nat“ Garfield Reeves (* 27. Mai 1955 in Lynchburg, Virginia) ist ein US-amerikanischer Jazzmusiker (Kontrabass, Gesang) und Hochschullehrer.

## Leben und Wirken
Reeves begann mit 16 Jahren E-Bass zu spielen, den er von seinem Großvater, dem Bluesgitarristen Russell Jackson, bekommen hatte. Er gründete zunächst die Band Acoustics, die einen Top-40-Hit hatte. 1979 zog er nach New York City, wo er mit Kenny Garrett, Mulgrew Miller und Jo Jones und bei Jamsessions im Jazz Forum auftrat. 1982 tourte er zwei Wochen in Japan mit Sonny Stitt, bevor er nach Hartford (Connecticut) zog und mit Jackie McLean arbeitete. In dieser Zeit begann er, an der University of Hartford zu unterrichten, außerdem arbeitete er mit dem Artists Collective, das er mit seiner Frau Dollie gegründet hatte. 
Reeves spielte in den folgenden Jahren außerdem mit Pharoah Sanders, René McLean, Harold Mabern, Steve Davis, Eric Alexander, David Hazeltine, Mike Clark, Houston Person, Larry Willis, Pat Metheny, Mike LeDonne, John Scofield, Jack Wilson, Curtis Fuller, Eddie Henderson, Joe Farnsworth, Javon Jackson, Junko Ōnishi und Benny Green. 2012 legte Reeves unter eigenem Namen das Album State of Emergency (482 Music) vor. Im Bereich des Jazz wirkte Reeves zwischen 1984 und 2023 bei 64 Aufnahmesessions mit, unter anderem mit Kenny Garrett, mit Tom McClung und mit Randy Johnston. Zu hören ist er auch auf Ron Blakes Album Mistaken Identity (2023). Reeves lebt in Hartford (Connecticut) und unterrichtet an  der Hartschool der University of Hartford.

## Lexikalische Einträge
- Leonard Feather, Ira Gitler: The Biographical Encyclopedia of Jazz. Oxford University Press, New York 1999, ISBN 0-19-532000-X.